# Вронінець
Вронінець (пол. Wroniniec) — село в Польщі, у гміні Нехлюв Ґуровського повіту Нижньосілезького воєводства. Населення — 315 осіб (2011).
У 1975—1998 роках село належало до Лешненського воєводства.

## Демографія
Демографічна структура станом на 31 березня 2011 року:
|          | Загалом | Допрацездатний вік | Працездатний вік | Постпрацездатний вік |
| -------- | ------- | ------------------ | ---------------- | -------------------- |
| Чоловіки | 195     | 32                 | 139              | 24                   |
| Жінки    | 120     | 21                 | 70               | 29                   |
| Разом    | 315     | 53                 | 209              | 53                   |